# Mariner 10
Mariner 10 byla americká sonda agentury NASA, první kosmická sonda, která využila „gravitačního praku“ pro úpravu své dráhy. Cílem její mise byl zisk údajů o prostředí Merkuru, o jeho atmosféře a povrchu. Podobný výzkum byl určen i pro planetu Venuši. Druhotným cílem bylo provedení některých experimentů v meziplanetárním prostoru a získání zkušeností s využitím gravitačního praku.
Celková náklady mise se pohybovaly okolo 100 miliónů amerických dolarů.

## Průběh letu

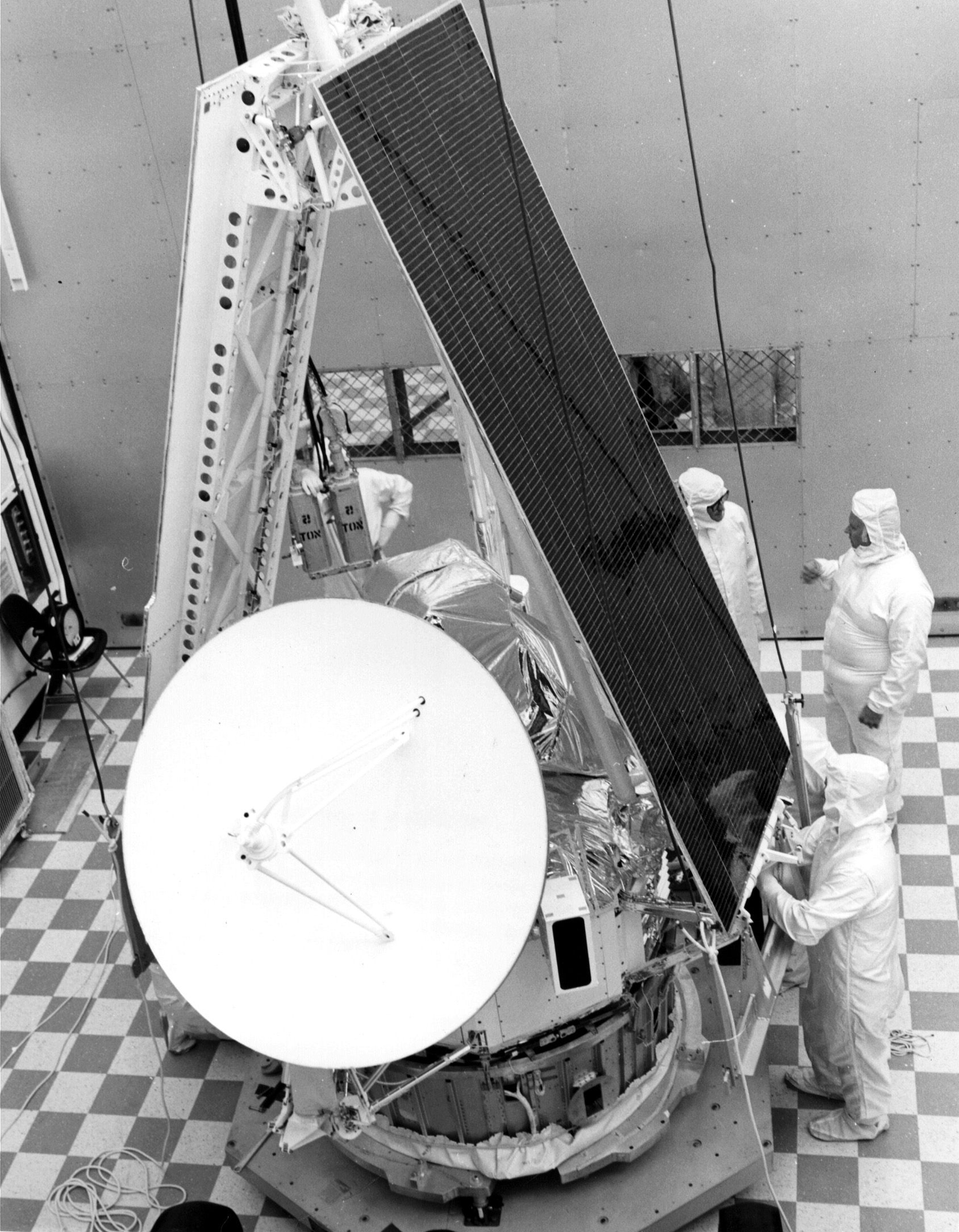
Sonda Mariner 10 před naložením do kapsle a vypuštěním

Sonda odstartovala 3. listopadu 1973 z Cape Canaveral na Floridě směrem k Venuši. V katalogu COSPAR po úspěšném startu získala označení 1973-085A. Během prvního týdne letu Mariner 10 ověřil funkci své kamery získáním 5 snímků Země a 6 snímků Měsíce. Byly tak získány fotografie severní polární oblasti Měsíce, kde bylo dřívější zmapování velmi skromné. Kartografové tak mohli zaktualizovat měsíční mapy a zlepšilo se tak zmapování Měsíce.
První korekce dráhy proběhla 13. listopadu 1973. Při jejím průběhu ztratila sonda orientaci. Čidlo zajišťující správnou orientaci se zaměřilo místo na hvězdu Canopus na světlo, které vycházelo z trysek motoru. Program řídící let automaticky znovu orientační hvězdu nalezl, ale tento problém se zaměřením se opakoval po celou misi. Palubní počítač se také občas restartoval, což vždy přenastavilo palubní hodiny a subsystémy sondy. Během části letu k Venuši nastaly také pravidelné problémy s vysokovýkonnou anténou. V lednu 1974 provedl Mariner 10 pozorování komety Kohoutek v ultrafialovém spektru.
Další úprava dráhy proběhla 21. ledna 1974.
Při průletu kolem Venuše sonda fotografovala v ultrafialovém spektru oblaka Venuše (vyslala 2400 snímků) a provedla další zkoumání atmosféry a potom zamířila k Merkuru. První přiblížení k této planetě nastalo 29. března 1974 ve 20:47 UT na vzdálenost 703 kilometrů. Po obletu sondy kolem Slunce (Merkur za tuto dobu dokončil dva oběhy) se sonda 21. září 1974 znovu přiblížila k planetě a to na vzdálenost 48 069 km. Třetí a poslední přiblížení k Merkuru nastalo 16. března 1975 na vzdálenost 327 km.
Experimenty na Marineru 10 pokračovaly do 24. března 1975, kdy byla vyčerpána zásoba pohonných hmot (plyn) pro řídící trysky a mise byla ukončena. V současné době Mariner 10 stále obíhá kolem Slunce, ačkoli byla elektronika sondy pravděpodobně poškozena radiací.

## Objevy
Sonda provedla tato měření:

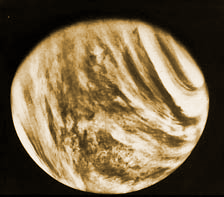
Snímek Venuše z Marineru 10 v ultrafialovém záření

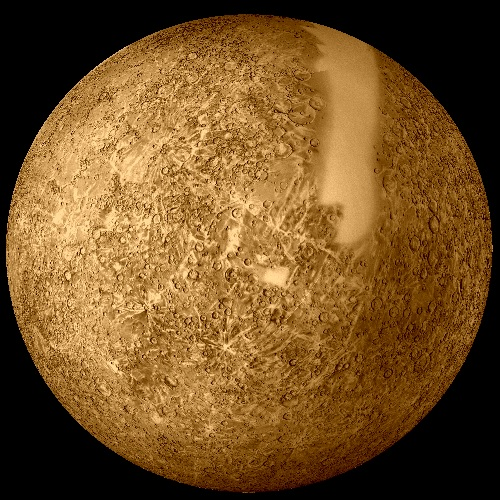
Obrázek Merkuru složený ze snímků sondy Mariner 10

- snímkování planet pomocí televizní kamery
- měření magnetického pole
- měření slunečního plazmatu
- infračervená radiometrie
- ultrafialová spektrometrie
- rádiová detekce
- ověření přenosu v pásmu X (poprvé použito u této sondy)[6]

Během průletu kolem Venuše došlo k objevu rotace oblaků a velmi slabého magnetického pole.
Mariner 10 se k Merkuru přiblížil celkem třikrát, ale vzhledem ke tvaru své dráhy byl schopen zmapovat pouze 40 % až 45 % povrchu Merkuru. Oběžná doba sondy byla totiž rovna téměř dvojnásobku oběžné dráhy Merkuru – při průletu sondy byla osvětlena vždy stejná část Merkurova povrchu. Sonda získala více než 2 700 fotografií povrchu o různém rozlišení mezi 4 km až 100 m na pixel a z nich je zřejmé, že je podobný povrchu našeho Měsíce.
Mariner 10 také objevil, že Merkur má řídkou atmosféru tvořenou hlavně heliem, magnetické pole a velké železné jádro. Radiometr naměřil teplotu na noční straně planety −183 °C a nejvyšší denní teplotu 187 °C.